# Superboy-Prime
Pour les articles homonymes, voir Superboy (homonymie).
Superboy-Prime est un personnage de fiction de bande dessinée : c'est un supervilain de DC Comics et une version alternative de Superman, créé par Elliot S. Maggin et Curt Swann, apparu dans DC Comics Presents #87 (novembre 1985).
Superboy-Prime vient de Terre-Prime, un univers dans lequel les héros de DC n'existent que dans les bandes dessinées. À la suite de la disparition de son univers, il se retrouve dans une dimension paradisiaque mais ne peut accepter qu'il ne deviendra jamais le plus grand héros de la Terre.
Ses convictions et sa morale se faussent et il se persuade que Terre-Prime est la seule vrai terre et que son destin est d'être Superman. Sa force, sa vitesse et sa cruauté en font un des adversaires les plus dangereux de l'univers de DC.

## Biographie de fiction
Superboy-Prime était sur Terre-Prime, le fils adoptif de Jerry et Naomi Kent. Ils ne savaient pas qu'il s'agissait de Kal-El qui avait été téléporté sur Terre par son père Jor-El quelques instants avant la destruction de la planète Krypton par son soleil rouge devenu supernova. À la suite de l'irruption d'un membre du conseil qui utilisa le portail de transfert, ses parents ne purent le suivre et ne surent donc pas ce qu'il était advenu de lui.
Clark vécut ses quinze premières années comme un garçon normal. Cependant une nuit, alors qu'il assiste à une soirée costumée d'Halloween déguisé en Superboy, le passage de la comète de Halley déclenche l'apparition de ses pouvoirs Kryptoniens. En même temps, le Superman de Terre-I arrive sur Terre-Prime et les deux Superman se rencontrent. Superboy-Prime utilise ses pouvoirs pour arrêter un raz-de-marée.

### Crisis on Infinite Earths
À la suite de la destruction de son univers par Anti-Monitor, Superboy-Prime est entraîné dans Crisis on Infinite Earths. Quoiqu'ébranlé par la perte de tout ce qu'il connait, il trouve la paix dans l'idée qu'il se bat pour le « bien » au côté d'autres héros. Pendant la bataille finale contre Anti-Monitor, Kal-L, le Superman de Terre-II, lui ordonne de s’échapper avec Alexander Luthor, Jr. et les autres héros. Craignant que Kal-L meurt dans la bataille et sachant que la nouvelle Terre n'est pas sa vraie patrie, Superboy-Prime le rejoint dans sa lutte contre Anti-Monitor.
Après la destruction d’Anti-Monitor par Kal-L, Superboy-Prime retrouve Alexander Luthor, Jr. de Terre-III, Kal-L et son épouse Lois Lane dans une dimension paradisiaque.

### La dimension d'Alexander Luthor
Dans cette dimension créée par Alex Luthor, Superboy-Prime devient peu à peu solitaire et dépressif. Le temps n'existe pas, aussi ne peut-il grandir. Dans cette dimension, il peut voir tous les événements des terres du Multivers, surtout ceux de Terre-Prime. Sa vision permanente des événements de son enfance, sa famille et sa petite amie le rendent de plus en plus nostalgique, il veut en parler avec Kal-L, mais celui-ci focalise toute son attention sur Loïs qui est gravement malade. Alex croit que cette maladie est provoquée par cette dimension et que la seule façon de la sauver est d'entrer dans l'Univers DC post-Crisis. À ce moment, en étudiant l'Univers, il croit que cette terre n'est pas la Terre correcte et manipule Superboy-Prime afin qu'il le rejoigne dans ses efforts pour recréer la Terre. Alexander lui montre les principaux échecs des héros (les morts de Jason Todd et de Superman, la défaite de Batman par Bane, la folie meurtrière de Hal Jordan, la présidence de Lex Luthor, le meurtre de Sue Dibny) et dans sa rage, Superboy-Prime réussit à sortir de cette dimension.

### Changements de continuité
Superboy-Prime altère la réalité de la Terre. Ses sorties de la dimension paradisiaque causent beaucoup de changements dans l'espace-temps comme :
- Les contradictions dans l'origine de Superman
- Le retour de Jason Todd
- La reformation de X-Patrol
- Les différentes versions de Donna Troy depuis Crisis
- Les différentes incarnations de la Légion des Superhéros

### Countdown toInfinite Crisis
Superboy-Prime devient frustré car dans cette dimension, le soleil jaune n'existe pas et donc ses pouvoirs sont faibles. Cela plus l'idée qu'il ne deviendra jamais Superman et le désir de récupérer sa vie d'antan le rendent vulnérable aux idées d'Alex Luthor de recréer la Terre. Alex lui révèle que ses pouvoirs sont en train de revenir, tous deux provoquent les événements qui vont culminer à Infinite Crisis et il devient moralement de plus en plus ambigu, n'hésitant pas à recourir au kidnapping ou à provoquer des guerres pour parvenir à ses fins.
- Superboy-Prime provoque la Guerre Rann-Thanagar (voir The Rann-Thanagar War) et pousse Oa loin du centre de l'Univers.
- Alex se fait passer pour Lex Luthor pour former la Société des Super-vilains et l'utilise pour enlever différents personnages de DC pour créer une machine qui ferait retourner le Multivers.
- Avec l'aide du Psycho-pirate, Alex utilise Jean Loring pour séduire le Spectre et le convaincre de détruire toute la magie existante. Cette action créerait une forme d'énergie pure qu'Alexander utiliserait pour donner du pouvoir à sa machine.
- Alex Luthor prend le contrôle du Brother Eye de Maxwell Lord qui le permettait d'accéder aux dossiers de Checkmate et d'avoir tous les dossiers des metahumains du monde, tout comme les OMACS.
- Superboy-Prime détruit la tour de la JLA et enlève Martian Manhunter.

### Infinite Crisis
Quand Kal-L réussit à les faire sortir de sa dimension, il ne savait pas que Superboy-Prime et Alexander Luthor étaient déjà sortis. Superboy-Prime demande à Power Girl de les aider à créer une meilleure Terre.
Superboy-Prime est envieux de Conner Kent, le Superboy actuel, car il croit que Conner vit une vie qu'il ne mérite pas. De plus, Superboy-Prime croyait aussi que Superboy n'était pas digne de porter son nom. Superboy-Prime était convaincu que les héros de la Terre agissaient plus comme des vilains que comme des héros.
Superboy-Prime part à la recherche de Conner Kent, lequel se trouve dans la Ferme Kent à Smallville. Lors d'une confrontation verbale entre les deux, dans laquelle Superboy-Prime lui dit qu'il est le seul Superboy dont la Terre ait besoin, il l'attaque brusquement, mais Conner réussit à demander de l'aide aux Teen Titans, X-Patrol et la Justice Society avec lesquels il affronte Superboy-Prime. Celui-ci tue accidentellement Pantha et horrifié il perd la maîtrise de ses pouvoirs et tue ou blesse plusieurs héros qui tentent de le contrôler.
N’ayant d'autre choix, Jay Garrick, Wally West et Bart Allen amènent Superboy-Prime dans la dimension SpeedForce, le bannissent dans un monde parallèle et l’emprisonnent dans une installation baignée dans une lumière solaire rouge artificielle, où il reste pendant quatre ans.
Superboy-Prime réapparaît pendant une bataille entre Alexander Luthor et les héros libérés de sa tour, portant un costume créé d’après l'armure de l'Anti-monitor, qui l'alimente constamment en énergie solaire jaune et augmente la puissance de ses pouvoirs. Pendant la bataille, il éjecte Black Adam, dont la magie a peu d'effet contre lui, loin de la tour et son adversaire est transporté sur Terre-S
Luthor refusant de rétablir Terre-Prime comme Terre unique s'apprête néanmoins à la localiser. Entre-temps Superboy-Prime tente de tuer Wonder Girl, entrainant un combat entre Conner Kent et lui-même. Tous deux plongent dans le champ de la machine d'Alexander Luthor qui explose, provocant l’unification des différentes Terres. Conner Kent meurt.
Alexander et Superboy-Prime se dirigent vers Metropolis et Alex lui propose d'utiliser cette Terre pour l'étudier, mais Superboy lui répond furieux qu'il ne veut pas cette Terre mais Terre-Prime. Il est attaqué par Bart Allen mais réussit à lui échapper et se dirige vers Oa. Son objectif est de provoque un nouveau Big Bang et devenir le seul super-héros de ce nouvel univers. Les héros le traquent sans pouvoir faire grand-chose, et Hal Jordan communique avec Guy Gardner qui convoque tous les Green Lantern pour intercepter Superboy-Prime qui tue trente-deux d'entre eux, mais les deux Superman arrivent et le poussent à Rao, le soleil rouge de Krypton. Son armure est détruite et les trois Kryptoniens sont sévèrement blessés toutefois il tue Kal-L, Kal-El réussit à le vaincre avant de tomber épuisé et de perdre ses pouvoirs. Les Green Lanterns arrivent et sauvent Kal-El. Superboy-Prime est alors pris en charge par les Gardiens de l'Univers, qui le placent dans un champ de confinement quantique, entouré par un Mangeur-de-soleil rouge et surveillé par cinquante Green Lantern.

### One Year Later
Un an s'est écoulé et Superboy-Prime est toujours prisonnier de Oa attendant d'être interrogé par les Gardiens de l'Univers. Dans sa solitude, Superboy-Prime se souvient qu'il a été emprisonné dans des lieux pires et qu'il pourrait s'échapper afin d'accomplir sa "mission": être le vrai Superman...

## Personnalité
Superboy-Prime est un personnage des plus intéressants car contrairement à la plupart des vilains de DC, dans ses débuts il était un superhéros.
Il a aidé les héros à vaincre l'Antimonitor pour sauver le Multivers sacrifiant la vie qu'il connaissait. La frustration de Superboy-Prime survint surtout pendant Infinite Crisis. Il voulait seulement montrer au monde ce qu'il pouvait faire pour le bien, mais les événements ne lui permirent pas de se former et il fit fausse route. Il n'a jamais eu la chance d'être Superboy dans sa Terre natale car celle-ci fut détruite pendant Crisis on Infinite Earths.
La bataille contre les Teen Titans est un bon exemple des circonstances contraires qu'il rencontra. Désespéré de voir comme le monde était corrompu, il confronta Superboy qui, de son point de vue, ne faisait rien. Lors de l'arrivée des Titans, Prime ignore la raison de leur attaque. Incapable de se contrôler, il tue plusieurs héros contre sa volonté. Il n'a jamais eu la possibilité d'apprendre à contrôler ses émotions et ses pouvoirs parce qu'il n'a pas reçu de formation comme Superman. Au moment crucial, la situation se compliqua et ne pouvant pas la contrôler, Superboy-Prime s'engagea sur un chemin dont il pourrait difficilement se détourner.

## Pouvoirs

### Pouvoirs kryptoniens
Superboy-Prime a les pouvoirs qu'avait Superman lors de l'Âge d'argent: vol, super force, rapidité et endurance, multiples pouvoirs extra sensoriels, invulnérabilité, longévité, mémoire intégrale plus développés et une force capable de soulever des planètes et est donc un des personnages les plus puissants de l'Univers DC. Dans la dimension de Alex Luthor, Superboy-Prime acquiert un certain contrôle sur l'antimatière. Krypton-Prime n'explosa pas mais fut détruit par Rao, que la kryptonite n'affecte pas. Ainsi sa seule faiblesse est un excès de lumière solaire jaune.

### Armure
Lorsqu'il était prisonnier des Flash dans une autre dimension, Superman-Prime obtient une armure comme celle de l'Antimonitor, qui collectait la lumière solaire jaune permettant le maintien de ses pouvoirs, même exposé au soleil rouge. Même s'il prétend qu'il la créa, Bart Allen se souvient qu'il l'a volée lors de son évasion. Elle fut détruite par Kal-L et Kal-El.

### Faiblesses
Alors que la plupart des versions de Superman sont vulnérables à la magie, Superboy-Prime n'est pas affecté par celle-ci, ou du moins par celle de l'Univers DC. Traditionnellement, la plupart des versions (pour ne pas dire toutes) sont affectées par leurs kryptonites respectives, pour autant la kryptonite n'affecte pas les Kryptoniens des autres univers. Comme la Krypton de l'Univers-Prime fut engloutie par Rao, la kryptonite n'existe pas dans cet univers. Sa faiblesse aux attaques psychiques est peu connue, le Détective Martien ayant pu lire ses pensées.